# Микрорайон (Мелитополь)
Микрорайон — традиционное название района многоэтажной застройки к северу от центра Мелитополя, вдоль проспекта 50-летия Победы.

## Географическое положение
Центральными улицами микрорайона являются проспект 50-летия Победы, бульвар 30-летия Победы, улицы Ломоносова и Гризодубовой. К северо-востоку от микрорайона расположен лесопарк. С других сторон от микрорайона находится частный сектор: Красная Горка на юго-востоке, Кизияр на западе и район улицы Чкалова на севере. В 500 метрах к югу от микрорайона проспект 50-летия Победы переходит в проспект Богдана Хмельницкого и начинается центр города.

## История
Строительство микрорайона было начато в конце 1960-х годов. Так решение о прокладке проектной улицы на месте проспекта 50-летия Победы было принято в 1966 году. В первоначальном проекте улицы микрорайона, параллельные проспекту 50-летия Победы, назывались Продольными (3-я Продольная — нынешняя улица Казарцева, 4-я Продольная — проспект 50-летия Победы), перпендикулярные проспекту 50-летия Победы — Поперечными (2-я Поперечная — улица Гризодубовой, 3-я Поперечная — бульвар 30-летия Победы). За проспектом 50-летия Победы временное название 4-я Продольная сохранялось до 1995 года.
21 октября 2017 года для жителей микрорайона открылся сквер «Дружбы народов», который собрал на праздник сотни мелитопольцев.

## Образование

### Промышленно-экономический колледж
Расположен по адресу просп. 50-летия Победы, 19. Ведёт подготовку младших специалистов по машиностроительным и экономическим специальностям.
Начал работу в 1954 году как машиностроительный техникум. В 1974 году сменил направленность и название на автомоторный. В начале 2000-х техникум начал готовить бухгалтеров и финансистов, а со временем сменил и название, став промышленно-экономическим техникумом.

### Строительный центр профессионально-технического образования
Мелитопольский строительный центр профессионально-технического образования (МСЦ ПТО) расположен по адресу бульв. 30-летия Победы, 28. Прежнее название — ПТУ № 24. Ведёт подготовку по строительным специальностям (маляр, штукатур, сварщик, монтажник).
Учащиеся строительного центра успешно выступают на городских соревнованиях по баскетболу, шахматам и, особенно, пауэрлифтингу. В 2007 году на базе спорткомплекса МСЦ ПТО прошёл чемпионат Украины по пауэрлифтингу и жиму лёжа.
Директора:
- Вячеслав Ерёменко (с 2009)[11]

### Школа № 14
Школа расположена по адресу ул. Гризодубовой, 49. В школе 832 ученика, 31 класс и 82 сотрудника. Язык обучения украинский, профиль информационно-технологический и правовой
Школа добивается высоких результатов на предметных олимпиадах школьников
и международном математическом конкурсе «Кенгуру»
Директора:
- Валентина Степановна Повиляй (род. 1944) — директор школы № 14 (в 1984—1988 годах), учитель химии и биологии в школе № 14 (1971—1978), заведующая Мелитопольским городским отделом образования (1988—1999)[15]
- Татьяна Владимировна Дранько[12]

### Школа № 15
Находится по адресу ул. Гризодубовой, 54. В школе 812 учеников, 28 классов и 87 сотрудников. Язык преподавания украинский, профиль правовой и экологический. Основана в 1974 году.
Школа получила компьютерный класс одной из первых в городе. К 2011 году эти компьютеры устарели, и школа получила новый компьютерный класс в подарок от компании Kyivstar.
Школа является одной из первых в городе по числу медалистов и по результатам городских предметных олимпиад. Ученица школы Ольга Зинченко была призёром Всеукраинской олимпиады по английскому языку.
С 2007 года школа является экспериментальным учебным заведением по внедрению валеологических программ и содействия здоровью учащихся.
В 2012 году школа стала победителем Всеукраинского конкурса «Школа содействия здоровью».
Каждое лето на базе школы организуется детский оздоровительный лагерь.
Директора:
- Надежда Сергеевна Дойнеко — директор в 2009 году[22]
- Наталья Владимировна Коваль — директор с 2011 года[25]

Известные учителя:
- Янина Григоренко — учитель химии, победитель областного конкурса «Учитель года» (2010)[26]

### Детские сады
- № 38 «Золушка» — б-р 30 лет Победы, 20а
- № 40 «Калинонька» — ул. Гризодубовой, 53
- № 44 «Радуга» — ул. Брив-Ла-Гайард, 17
- № 99 «Звёздочка» — ул. Гризодубовой, 37А

## Транспорт
По проспекту 50-летия Победы, бульвару 30-летия Победы, улицам Ломоносова, Гризодубовой и Брив-ла-Гайард проложены автобусные маршруты. По территории микрорайона проходят маршруты 1, 1А, 7, 11, 11А, 12, 14, 15, 16А, 17, 20, 22, 23, 24, 24А, 27, 27А, 28, 29, 34, 36 — более половины автобусных маршрутов города.
По улице Ломоносова проходит автодорога М-18 международного значения.

## Здравоохранение
На улице Брив-ла-Гайард находится Мелитопольская районная больница.

## Парки
Рядом с микрорайоном находится фруктовый сад Корвацкого. За ним начинается лесопарк, тянущийся до границы города.

## Торговля
На проспекте 50-летия Победы находится Рижский рынок.